# 哈立德·伊本·阿卜杜拉·阿勒·哈利法
哈立德·伊本·阿卜杜拉·阿勒·哈利法（Khalid bin Abdullah Al Khalifa），是一名巴林皇族成员和巴林副总理。

## 生平
哈立德·伊本·阿卜杜拉·阿勒·哈利法在开罗大学获得土木工程学位。
1966年，担任道路工程师，1971年成为公共事务主任。1975年至1995年，担任巴林王国的首任住房部长。
1979年，他创建巴林住房银行（Bahrain Housing Bank），并担任负责人，直至2002年。此外，1987年至1995年期间，他还担任中央城市委员会主席。1995年，他被任命为住房、市政与环境部部长，并任至2001年。2001年至2002年，他被任命为住房及农业部部长。
2010年11月，他被任命为巴林副总理，负责伊斯兰事务。他还担任巴林奥运委员会首席执行官，以及玛姆塔拉卡特控股公司董事会主席。